# Monti Theron
I Monti Theron sono un gruppo di montagne, alte fino 1.175 m, che si estendono in direzione nordest-sudovest per 45 km, nella parte orientale della Piattaforma di ghiaccio Filchner-Ronne, nella Terra di Coats in Antartide.
Furono avvistati per la prima volta dall'aereo dalla Commonwealth Trans-Antarctic Expedition (CTAE) nel 1956, ricevendo l'attuale denominazione in onore della Theron, la nave che assisteva la CTAE nel 1955-56.